# وي الشمالية
وي الشمالية، تُعرف أيضًا باسم توبا وي، لاحقًا وي، كانت سلالة أسستها قبيلة توبا (تابغاش) من شيانبي، التي حكمت شمال الصين من عام 386 حتى 534 م (بحكم القانون حتى 535)، خلال فترة ظهور السلالات الحاكمة الجنوبية والشمالية. وصفت بأنها «جزء من عصر الاضطرابات السياسية والتغيير الاجتماعي والثقافي الشديد»، تميزت سلالة وي الشمالية الحاكمة بصورة خاصة بعملها على توحيد شمال الصين في عام 439: كانت هذه أيضًا فترة ظهور الأفكار الأجنبية، مثل البوذية، والتي أصبحت راسخة. دُعي أفراد سلالة وي الشمالية باسم «البرابرة المضفرون» من قبل كتاب السلالات الجنوبية، الذين اعتبروا أنفسهم مؤيدين حقيقيين للثقافة الصينية.
في أثناء فترة تايهي (477-499) بقيادة الإمبراطور شاوين، وضع مستشارو المحكمة إصلاحات شاملة وأدخلوا تغييرات أدت في النهاية إلى تغير عاصمة السلالة من داتونغ إلى لويانغ، في عام 494. تبنت توبا اللقب يوان كجزء من من الصيننة المنهجية. قرب نهاية حكم السلالة حدث انقسام داخلي كبير أدى إلى انفصالها إلى وي الشرقية ووي الغربية.
نجت العديد من التحف والأعمال الفنية، منها الفن الطاوي أو الفن البوذي، من هذه الفترة. بُنيت في تلك الفترة كهوف يونقانغ بالقرب من داتونغ خلال منتصف إلى أواخر القرن الخامس، وفي الفترة الأخيرة من حكم السلالة، كهوف لونغمن خارج العاصمة اللاحقة لويانغ، حيث عُثر على أكثر من 30,000 صورة بوذية من فترة هذه السلالة.

## صعود توبا شيانبي
تحالفت أسرة جين مع توبا ضد دولة شيونغنو هان تشاو. في عام 315 مُنح رئيس توبا لقب أمير داي. بعد وفاة الأمير المؤسس، توبا يلو، ركدت دولة داي وظلت إلى حد كبير حليفة جزئية ودولة رافدة جزئية لتشاو اللاحقة ويان السابقة، واصبحت أخيرًا تابعة إلى تشين السابقة في عام 376.
بعد هزيمة إمبراطور تشين السابقة فو جيان على يد قوات جين في معركة نهر فاي في محاولته الفاشلة لتوحيد الصين، بدأت دولة تشين السابقة في التفكك. بحلول عام 386، أعاد توبا غوي، ابن (أو حفيد) توبا شيجيان (آخر أمراء داي)، استقلال توبا في البداية كأمير داي. في وقت لاحق، غيّر لقبه إلى أمير وي، فعُرفت دولته باسم وي الشمالية. في عام 391، هزم توبا غوي قبائل روران وقتل رئيسهم هيدوهان، ما أجبر روران على الفرار غربًا.
في البداية، كان وي الشمالية تابعة ليان اللاحقة، لكن بحلول عام 395 تمردت وهزمت دولة يان في معركة كانهيبي. بحلول عام 398، احتلت وي معظم أراضي يان اللاحقة شمال النهر الأصفر. في عام 399، أعلن توبا غوي نفسه إمبراطور داوو، واستخدم حكام وي الشمالية هذا اللقب لبقية تاريخ الإمبراطورية. في العام ذاته هزم قبائل تيلي بالقرب من صحراء جوبي.